# Чен Вей-чуан
Чен Вей-чуан (кит.: 陳威全; нар. 29 серпня 1992, Тайнань, Тайвань) — тайваньський футболіст, захисник клубу «Тайвань Стіл» та національної збірної Тайваню.

## Ранні роки
Народився в окрузі Тайнань на Тайвані. Він навчався в початковій школі Цзялі. Оскільки його батько був футбольним тренером, почав познайомитися з футболом у четвертому класі початкової школи та приєднався до шкільної футбольної команди. Навчався в середній школі Цзялі, де також приєднався до шкільної футбольної команди. Навчався в Національній середній школі Беймен, відомій футбольній компанії Тайнаня, де виступав за футбольну команду місцевого навчального закладу, де грав зокрема разом з Вень Чи-хао.
Коли Чен Вей-чуан навчався у середній школі Беймен, допоміг команді виграти друге місце в Національній середній шкільній футбольній лізі та Національного футбольний чемпіонат (U-16) 2007 pore. У 2008 році зайняв третє місце в Національній середньошкільній футбольній лізі (U-18), а також виграв молодіжний Національний кубок 2009 року.
На третьому курсі середньої школи Чен Вей-чуан отримав удар ногою по лівій нозі, коли він поїхав до Японії на виставковий матч, і все одно неохоче закінчив гру. Лише після закінчення шкільного чемпіонату пішов до лікарні на обстеження, де з'ясувалося, що у нього пошкоджений хрящ меніска. Відновлювався півроку після операції, вийняв сталеві цвяхи для фіксації, Чен Вей-чуан повернувся в гру після ще півроку реабілітації.
Під час навчання в коледжі Чен Вей-чуан прийнятий до Педагогічного університету Піндун. Оскільки на початку навчання в університеті Піндунще відновлювався від травми, тому після одужання приєднався до чоловічої футбольної команди університету. Під час навчання на першому курсі університет створив жіночу футбольну команду, через що чоловіча футбольна команда припинила набір, тому він також став останнім членом чоловічої футбольної команди.
Під час навчання в аспірантурі прийнятий до Тайбейського міського університету й продовжував свою особисту футбольну кар'єру.
У 2015 році Чен Вей-чуан викликаний до національної збірної Республіки Китай та супроводжував команду в південнокорейське місто Кванджу для участі в Універсіаді.

## Клубна кар'єра
З 2013 по 2015 рік грав за футбольну команду «Татунг» у Національній міській футбольній лізі. Після завершення Кубку Східної Азії 2014 року, у грудні того ж року Лай Чжи Сюань, Чен Чао-ань, Вен Вей-пін, Ву Чун-чин, Су Децай та інші, у тому числі й Чен Вей-чуана, поїхали на футбольну тренувальну базу Іян у Китаї, щоб приєднатися до команди Першої ліги Китаю «Хунань Біллоуз». Однак спочатку клуб вирішив підписати контракти лише з двома півзахисниками, Чен Чао-анем і Ву Чун-чин, але коли решта переглянути гравців були готові повернутися на Тайвань, вони вирішили підписати контракт з Чен Вей-чуаном, що також змусило його приєднатися до «Хунань Циньтао».
На той час у «Хунань Циньтао» на контракті перебувало троє тайванських футболістів, але лише Чен Чао-ань до складу основної команди в 2015 році. Лай Чжи Сюань і Ву Чун-чин продовжували грати в резервній команді.
Наприкінці 2015 року Китайська футбольна асоціація офіційно випустила нові правила щодо легіонерів, і футболісти з Гонконгу, Макао та Тайваню, які спочатку вважалися китайськими гравцями в національних професійних футбольних лігах усіх рівнів, були визнані легіонерами. «Хунань Сянтао» в сезоні 2014/15 у Першій лізі Китаю провів незадовільно: лише 8 перемог, 5 нічиїх і 17 поразок за весь сезон, зайняв 14 місце з 29 очками, і лише на одне місце вище від зони вильоту до Другої ліги Китаю. Тому клуб вирішив провести масштабну чистку основного складу й розірвав контракти з Чен Вей-чуаном та Лай Чжи Сюанем. Після відходу у січні 2016 року повернувся на Тайвань.
Після повернення на Тайвань повернувся до футбольної команди «Татунг» і здобув з нею друге місце в Національній міській футбольній лізі 2016 року.

## Кар'єра в збірній
Викликався до юнацької збірної Республіки Китай (U-13). Згодом отримав виклик до молодіжної збірної Республіки Китай (U-22). У футболці національної збірної Республіки Китаю дебютував в першому раунді азійської кваліфікації чемпіонату світу 2018 року грав проти Брунею. Після цього виходив на поле в складі збірної Китайського Тайбею в двох матчах, вдома проти Іраку та на виїзді проти В’єтнаму.
19 березня 2016 року в товариському матчі між китайським Тайбеєм і Гуамом Чень Вейцюань також вийшов у складі збірної. На 79-й хвилині матчу одноклубник Ке Ютін подав кутовий, а Чен Вей-чуан відзначився голом. Вище вказаний гол переламав гол й дозволив Китайському Тайбею перемогти з рахунком 3:2.

## Статистика виступів у збірній

### По роках
| Китайський Тайбей                    | Китайський Тайбей | Китайський Тайбей | Китайський Тайбей |
| Рік                                  | Матчі             | Голи              |                   |
| ------------------------------------ | ----------------- | ----------------- | ----------------- |
| 2015                                 | 3                 | 0                 |                   |
| 2016                                 | 2                 | 0                 |                   |
| 2017                                 | 6                 | 0                 |                   |
| 2018                                 | 8                 | 0                 |                   |
| 2019                                 | 9                 | 0                 |                   |
| 2021                                 | 2                 | 0                 |                   |
| Загалом                              | 30                | 0                 |                   |
| Останнє оновлення 7 червня 2021 року |                   |                   |                   |

### Голи за збірну
| Гол | Дата                 | Місце                                             | Суперник                    | Рахунок | Результат | Змагання                    |
| --- | -------------------- | ------------------------------------------------- | --------------------------- | ------- | --------- | --------------------------- |
| #   | 19 березня 2016 року | Вільна територія Китайської Республіки, Тайвань   | Гуам                        | 3-2     | 3-2       | Товариський матч            |
| #   | 30 червня 2016 року  | Національний тренувальний центр ГФА, Дедедо, Гуам | Північні Маріанські Острови | 2-0     | 8-1       | чемпіонат Східної Азії 2017 |